# ألفرد جبسون
ألفريد جبسون (بالإنجليزية: Alfred Gibson)‏ (توفي:1874) هو مستكشف أسترالي وهو أحد الذين لقوا حتفهم في الحملة التي تنظمها ارنست جيلز التي سعت لعبور صحاري غرب أستراليا من الشرق إلى الغرب عام 1874 وكانت صحراء قبسون هي المكان الذي اختفى فيها ألفريد والتي سميت باسمه فيما بعد.